# Uppsala Helga Trefaldighets distrikt
Uppsala Helga Trefaldighets distrikt är ett distrikt i Uppsala kommun och Uppsala län. 
Distriktet omfattar västra delen av Uppsala. 

## Tidigare administrativ tillhörighet
Distriktet inrättades 2016 och utgörs av en del av det området som utgjordes av Uppsala stad före 1971 i den norra delen av det område som före 1947 utgjorde Bondkyrka socken.
Området motsvarar den omfattning Helga Trefaldighets församling hade vid årsskiftet 1999/2000 och som den fick 1974 efter utbrytning av Gottsunda församling.